# Квір-археологія
Квір-археологія — підхід до археології, який використовує квір-теорію для оскарження нормативних, і особливо гетеронормативних поглядів на минуле.
Квір-археологія не намагається шукати минулі приклади гомосексуальних людей, іншої сексуальної орієнтації чи альтернативної гендерної ідентичності в історії або пояснити походження цих концепцій. Вона має на меті віддати перевагу критичній точці зору та уникнути нормативних і бінарних припущень переважного археологічного дискурсу. В цьому останньому пункті квір-археологія збігається з феміністичною археологією. Це не лише погляд на жінок з минулого чи введення цієї статі в інтерпретації минулого, але й, перш за все, виклик сексистським цінностям археологічних інтерпретацій.

## Різниця між феміністичною, гендерною та квір-археологією
Феміністична, гендерна та квір-археологія з'являлися як еволюція одна одної та перебували під впливом різних соціальних рухів, таких як феміністичний рух або квір-рух.

### Феміністична археологія
Першою з трьох, що з'явилася, була феміністична археологія через симбіоз з усіма феміністичними рухами, які виникли протягом ХХ століття в Європі та Сполучених Штатах. Його заслугою було перше критичне осмислення та сумнів практики перенесення сучасних цінностей (щодо гендерних ролей) у минуле, як свідомо, так і несвідомо, в археологічних дослідженнях. Крім того, феміністська археологія, як правило, намагається відповісти на такі питання, як: чи гендерна нерівність існувала завжди чи це історичний продукт? Або, ширше, соціальна нерівність і експлуатація притаманні людству чи є результатом історичних трансформацій?

### Гендерна археологія
Гендерна археологія виникла як відповідь на попередній підхід і зосереджується на дослідженні гендеру без політичного підтексту. Крім того, іноді це не пов'язано з початковим феміністичним підходом, пропонуючи більше свободи під час інтерпретацій. Гендерна та феміністична археологія іноді використовуються як синоніми, мають протилежні значення або вивчаються разом. Це означає, що різниця між ними часто не визначається і обумовлюється думкою кожного археолога чи археологині.

### Квір-археологія
Квір-археологія виникла завдяки появі квір-теорій і як критика двох попередніх, у використанні гендерної/статевої рівності, несприйняття різних культур, етносів і соціальних класів, а також їхнього євроцентричного бачення. Вона також захищає те, що необхідно враховувати велике розмаїття соціальних ідентичностей і піддавати сумніву такі поняття, як сім'я чи сімейний осередок.